# Лебель, Дени
Дени́ Лебе́ль (фр. Denis Lebel; род. 26 мая 1954 года, Роберваль, Канада) — канадский политик, занимал должность заместителя лидера оппозиции Канады с 2015 по 2017 год. До 2017 года член Палаты общин Канады от Консервативной партии.

## Биография
Дени Лебель впервые был избран в Палату общин Канады в 2007 году от Консервативной партии. Был назначен в кабинете Стивена Харпера министром транспорта Канады после выборов 2011 года. Ушёл с этой должности вскоре после крушения состава с нефтью в Лак-Мегантик.
Затем занимал должность министра по делам инфраструктуры, сообществ и межправительственных связей. На выборах 2015 года был переизбран в Палату общин.
18 ноября 2015 года Лебель был назначен заместителем лидера Консервативной партии Канады и заместителем лидера оппозиции.
19 июня 2017 года заявил, что покинет Палату общин до возобновления осенних заседаний.